# خوش‌خوان پشت‌سفید

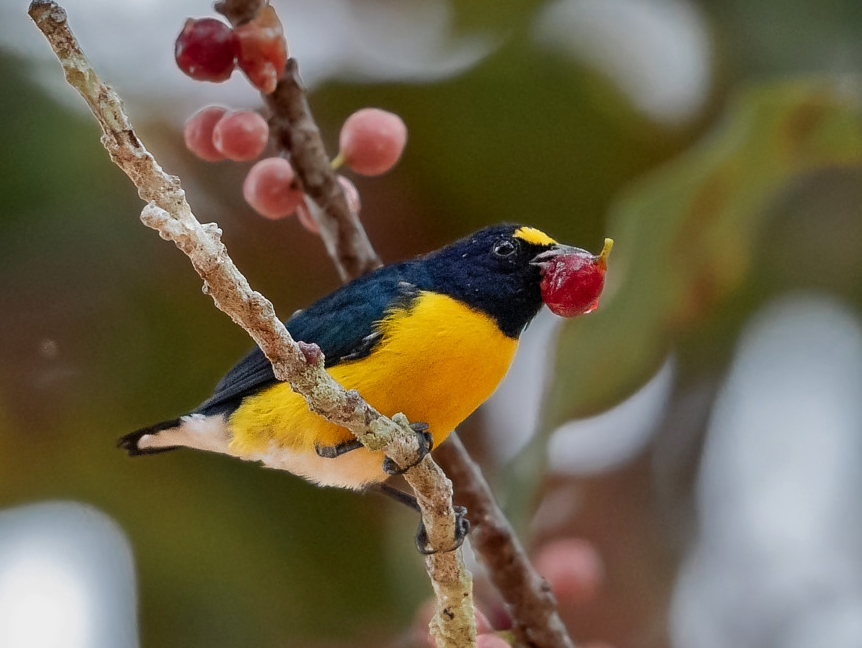
خوشخوان پشت سفید

خوش‌خوان پشت‌سفید (نام علمی: Euphonia minuta) نام یک گونه از سرده سهره‌های خوش‌خوان است.